# Pseudobradya minor
Pseudobradya minor är en kräftdjursart som först beskrevs av T. Scott och A. Scott 1896.  Pseudobradya minor ingår i släktet Pseudobradya och familjen Ectinosomatidae. Arten är reproducerande i Sverige. Inga underarter finns listade i Catalogue of Life.